# C/1854 R1 Klinkerfues
C/1854 R1 Klinkerfues è una delle sei comete scoperte dall'astronomo tedesco Ernst Wilhelm Klinkerfues. Fu scoperta l'11 settembre 1854 dall'osservatorio di Gottinga. L'ultima osservazione della cometa fu registrata il 3 dicembre 1854 dall'astronomo italiano Antonio Colla.
La cometa ha raggiunto il massimo avvicinamento alla Terra (0,8374 UA) il 16 settembre 1854.
La cometa fu al centro di un equivoco che costò la perdita del riconoscimento della scoperta da parte di Antonio Colla della cometa in seguito denominata C/1854 Y1 Winnecke-Dien. Colla osservò una cometa il 22 dicembre 1854 a circa 4,5° di distanza da dove le effemeridi prevedevano dovesse trovarsi la cometa C/1854 R1 Klinkerfues e con circa la stessa magnitudine apparente prevista per quest'ultima. Colla continuò ad osservarla per alcuni giorni finché non la perse di vista e, poiché ritenne che l'oggetto da lui osservato fosse la cometa C/1854 R1 Klinkerfues, inviò i dati delle sue osservazioni facendo riferimento a tale cometa. Poiché nessun altro osservò la cometa, che risultava essere non periodica, nello stesso periodo, nessuno verificò l'identificazione dell'oggetto osservato da Colla, che fu quindi riconosciuto come una nuova cometa ed ufficialmente segnalato solo 26 giorni dopo da Friedrich Winnecke e Charles Dien. I calcoli moderni mostrano che la sera del 16 dicembre 1854 le due comete passarono addirittura a meno di 48' di distanza; fu dunque una sfortunata circostanza, la presenza casuale negli stessi giorni di due comete in una ben ristretta zona del cielo, che privò Antonio Colla della possibilità di dare il suo nome alla cometa C/1854 Y1.
La cometa ha una MOID con la Terra di sole 0,011 u.a., pari a circa 1.650.000 km, dando origine ad uno sciame meteorico nella costellazione del Cigno con un massimo il 15-16 febbraio e un radiante alla stessa data situato in 20 h 20 m di ascensione retta e +37°/38° di declinazione, a poco più di un grado dalla famosa stella P Cygni.